# Carlo Gripp
Pour les articles homonymes, voir Gripp.
Charles Tronsens, dit Carlo Gripp, né le 11 juillet 1826 à Tarbes et mort le 27 juin 1900 à Paris, est un caricaturiste, dessinateur humoristique et illustrateur français.

## Biographie
Fils de Jeanne Saucède et de Jean Tronsens, bottier, Pierre-Charles Tronsens voit le jour le 11 juillet 1826 au domicile de ses parents, place Maubourguet, à Tarbes.
Il débute comme secrétaire dans l'étude de l'avoué tarbais Jean Dazet (1797-1864). Celui-ci sera, à la fin de sa vie, le tuteur de Lautréamont.
Passionné par le dessin, Charles Tronsens fonde en avril 1848 Le Carillonneur, un hebdomadaire satirique tarbais dont il signe les illustrations et les chroniques du pseudonyme « Sathaniel ».
Quelques mois plus tard, il est remarqué par Charles Philipon, qui le fait venir à Paris pour collaborer au Journal pour rire, en association avec Edmond Morin et aux côtés d'autres jeunes artistes tels que Bertall, Henri de Montaut et Gustave Doré.
En 1857, Tronsens cesse de signer ses dessins de son vrai nom et utilise désormais le pseudonyme « Carlo Gripp ». Choisi en allusion à la cascade de Gripp, située à une trentaine de kilomètres au sud de Tarbes, ce nom de plume fait écho à ses origines haut-pyrénéennes tout en rendant hommage au célèbre dessinateur Gavarni, qui avait trouvé son nom d'artiste après une visite du cirque de Gavarnie, également situé dans les Hautes-Pyrénées.
Le dessin n'est cependant pas l'activité professionnelle principale de Tronsens. Il est en effet devenu employé de banque dans la maison Lyon-Allemand, à Paris, après avoir travaillé pendant quelques années en tant que commis-greffier au tribunal de Tarbes.
Le 29 octobre 1864, Charles Tronsens épouse Émilie-Délia Morland (1841-1903). L'un des témoins de Charles est le photographe Pierre Durat, avec lequel il réalisera en 1867 une série de « Photo-biographies » de célébrités. La mariée est la sœur du jeune Valère Morland, qui suivra bientôt les traces de son beau-frère dans la presse satirique illustrée parisienne.
Fin 1865-début 1866, Carlo Gripp et Valère Morland comptent parmi les premiers dessinateurs de La Lune, peu de temps avant qu'André Gill ne devienne l'artiste emblématique du journal.
Le 8 septembre 1867, Carlo Gripp succède à Charles-Lucien Huard en tant que directeur de L'Image, un hebdomadaire illustré concurrent du Journal amusant. Ré-intitulé Le Paris-Comique à partir de janvier 1869 et secondé par une édition bon marché intitulée Le Petit Journal comique, le journal cesse de paraître le 10 septembre 1870 avant de fusionner l'année suivante avec L'Esprit follet.
Après 1871, Tronsens se consacre pleinement à ses activités bancaires et cesse de publier des dessins, hormis quelques rares exceptions.
Antidreyfusard, Tronsens adhère en janvier 1899 à la Ligue de la patrie française. Un mois plus tôt, il a versé cinq francs pour la souscription de La Libre Parole en faveur de la veuve du colonel Henry (le « monument » Henry), en signant de son ancien nom d'artiste le commentaire suivant : « Souhaite qu'un monsieur, armé d'une trique, débarrasse le sol français des Juifs et des Clemenceau ».
À la fin de sa vie, Tronsens vit de ses rentes au no 177 du boulevard Malesherbes. Il y meurt le 27 juin 1900.

## Collaborations
- Le Bouffon (1867)[17]
- Le Drôlatique (1867)[18]
- L'Esprit follet (1870-1871)[19]
- La Foire aux sottises (1868)[4]
- Le Hanneton (1862-1866)[20]
- L'Illustration[4]
- L'Image (1867-1868)[10]
- Le Journal amusant (1857-1860, 1862-1863)[21]
- Le Journal pour rire (1849)[3]
- La Lanterne magique (1868)[22]
- La Lune (1865-1866)[9]
- Le Paris-Comique (1869-1870)[12]
- Le Petit Journal comique (1869-1870) [11]
- Le Petit Journal pour rire (1860-1868, 1876)[23]

Quelques caricatures par Carlo Gripp
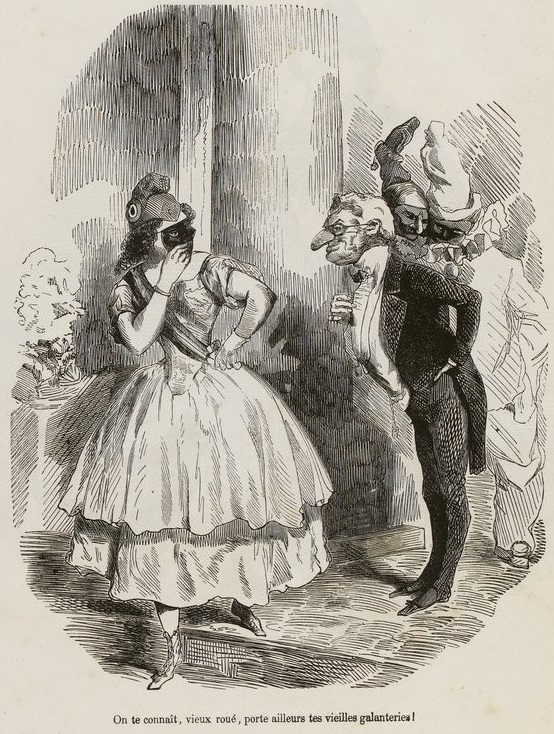
Caricature de Thiers (Le Journal pour rire, février 1849).
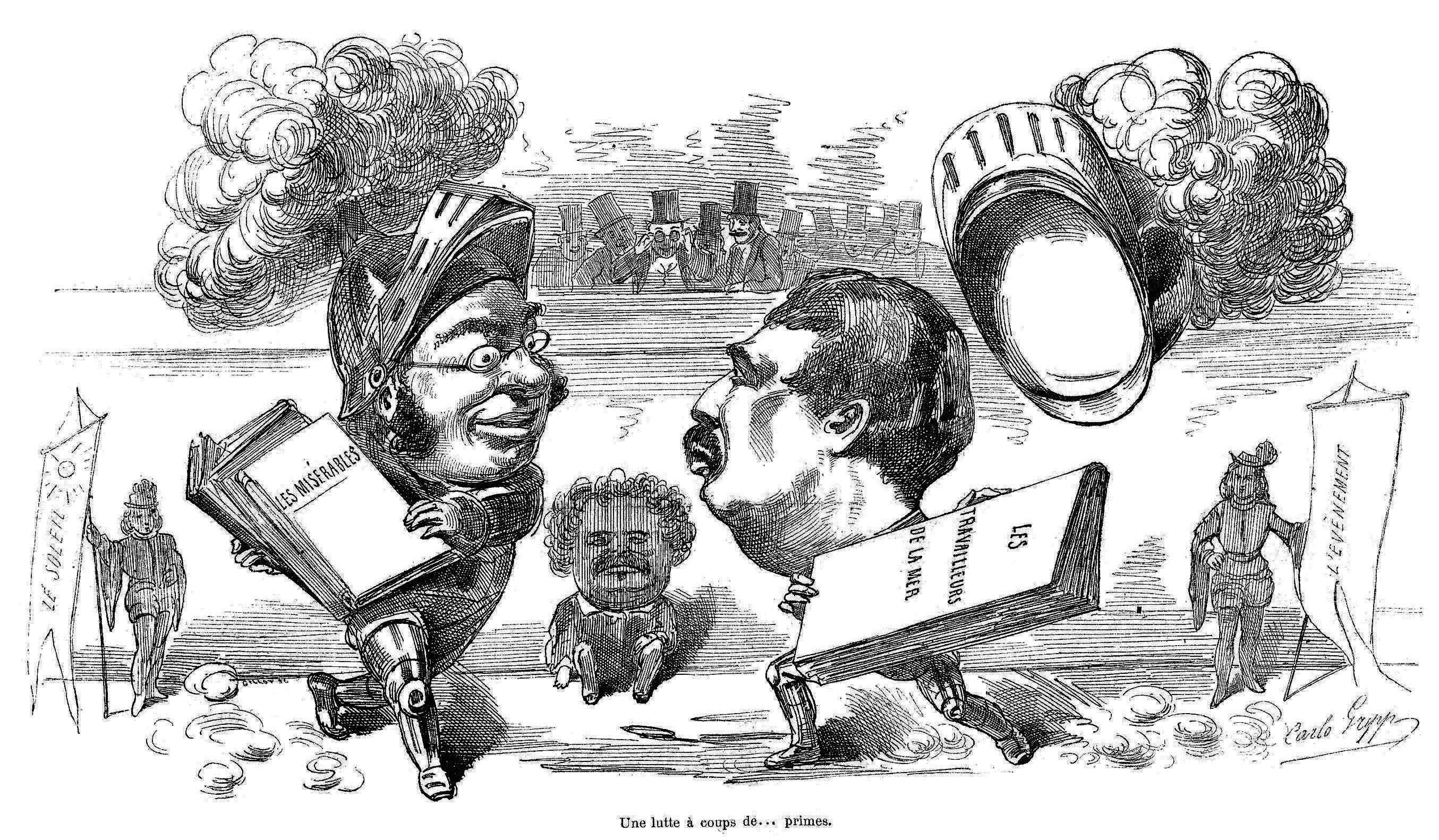
Caricatures de Millaud, Trimm et Villemessant (La Lune, 6 mai 1866).
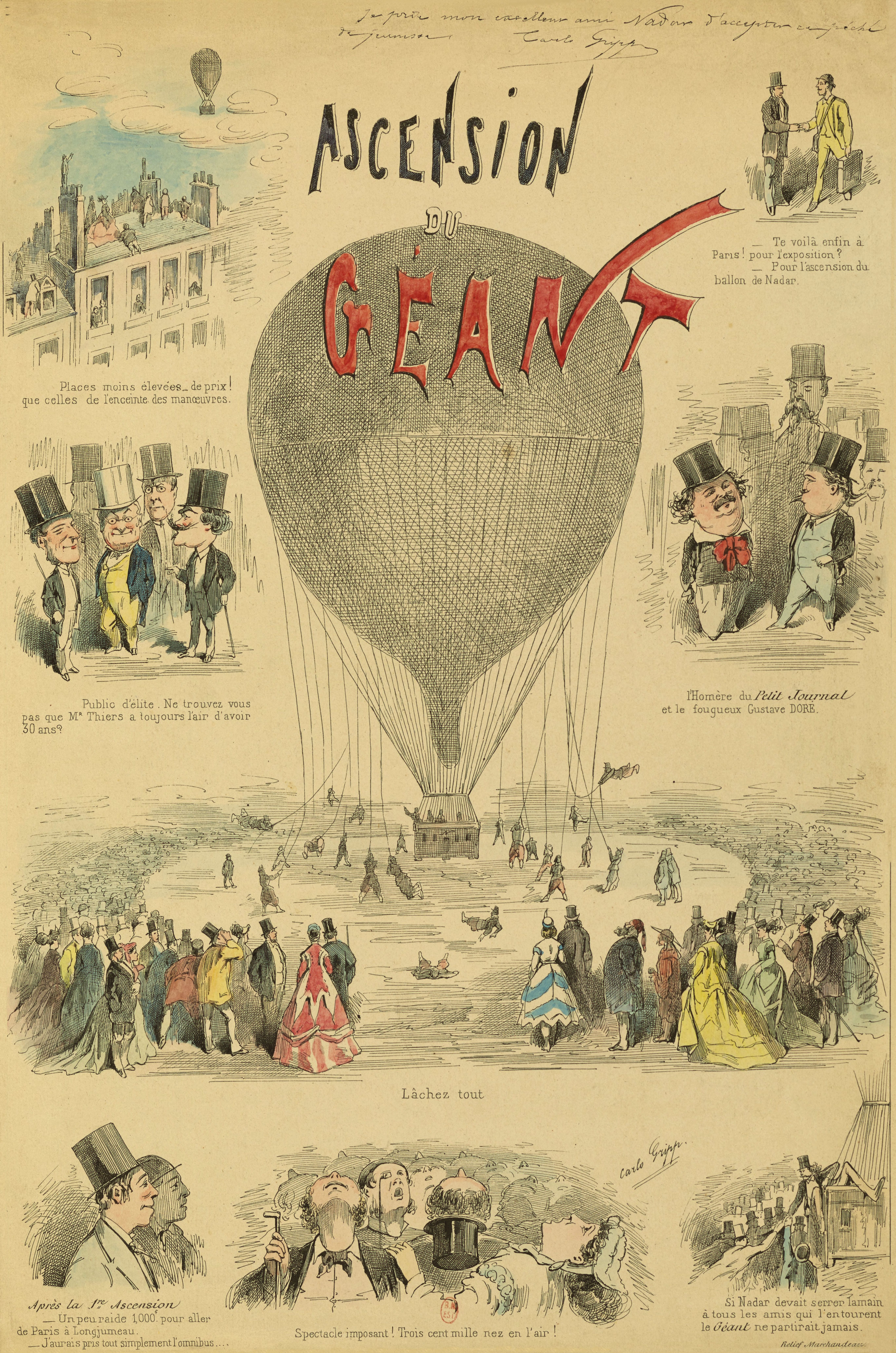
Le Géant de Nadar (1867).